# Frank Murphy (politico)
William Francis Murphy (Harbor Beach, 13 aprile 1890 – Detroit, 19 luglio 1949) è stato un politico statunitense.

## Biografia
Fu il 57º procuratore generale degli Stati Uniti sotto il presidente degli Stati Uniti d'America Franklin Delano Roosevelt (32º presidente).
Il suo nome veniva sovente abbreviato in Frank. Fu il 72º e ultimo Governatore generale delle Filippine e il primo della carica successiva, alto commissario delle Filippine.
Nato nello Stato del Michigan in quella che all'epoca era chiamata "Sand Beach" (spiaggia di sabbia), i suoi genitori erano irlandesi: John T. Murphy e Mary Brennan, crebbe ricevendo un'educazione cattolica.
Studiò all'università del Michigan, durante la prima guerra mondiale combatté servendo gli United States Army giungendo al grado di capitano.
Fra le altre cariche ricoperte quella del 35º Governatore dello stato del Michigan dal 1º gennaio 1937 al 1º gennaio 1939. Dal 1930 al 1933 era stato anche sindaco democratico di Detroit, negli anni della Grande depressione. Il suo mandato fu caratterizzato da un'epidemia di disoccupazione urbana, una crisi che raggiunse i 100.000 disoccupati nell'estate del 1931. Nominò un comitato per la disoccupazione, con membri dei privati cittadini da imprese, chiese e organizzazioni sociali e sindacali per identificare tutti i residenti che erano disoccupati ma non ricevevano alcun sussidio. Il Comitato raccolse dei fondi per lo sforzo di soccorso e lavorò per distribuire cibo e abiti ai bisognosi, oltre che assistere i loro problemi legali. Nel 1933, Murphy convocò a Detroit la prima conferenza dei sindaci Americani, di cui fu eletto Presidente, alla presenza anche del Presidente Franklin Roosevelt, di cui Murphy era fiero sostenitore.
Dal 1940 al 1949 è stato giudice della Corte suprema degli Stati Uniti d'America.

## Riconoscimenti
La scuola pubblica di Detroit venne poi chiamata scuola elementare Frank Murphy in suo onore. blog